# Labrys

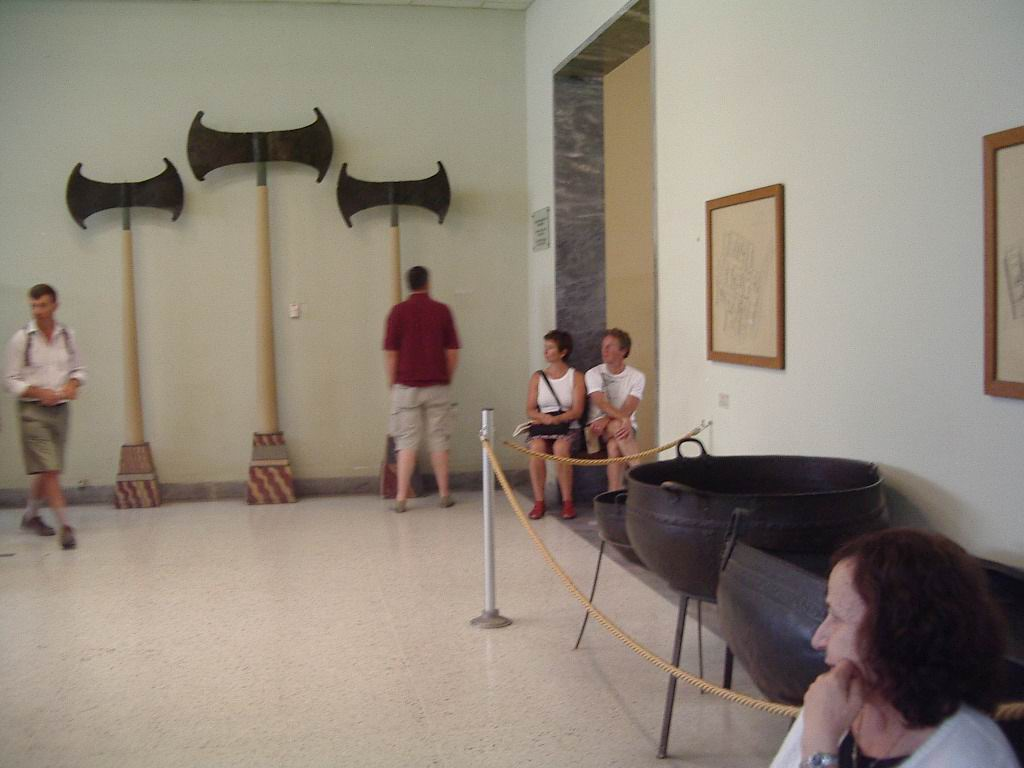

Een labrys is een ceremonieel symbool in de vorm van een dubbele bijl. In het klassieke Grieks bekend als pelekys πέλεκυς. Zulke dubbele bijlen of bijltjes zijn gevonden als votiefgeschenkjes.
In de door vrouwen geleide Minoïsche beschaving kwam dit symbool uitgebreid aan bod.
Alhoewel het object op een bijl lijkt doet het daar toch wat te onhandig en gevaarlijk voor aan. Mogelijk zijn het (foutieve) interpretaties van een gestileerde vlinder uit vroegere tijden. Dat was namelijk het symbool van regeneratie in 4 verschijningsvormen (ei, rups, pop en vlinder); symbool van eeuwig leven. Er is ook een optiek dat de mens nu in één vorm voorkomt, daarna in een andere. Waarschijnlijk is het woord labyrint afgeleid van de labrys.
Het symbool werd ook tijdens de tweede wereldoorlog gebruikt door het regime van Ioannis Metaxas, bijvoorbeeld als symbool van de Nationale Jeugdorganisatie (Grieks: Εθνική Οργάνωσις Νεολαίας, geromaniseerd: Ethnikí Orgánosis Neoléas, EON).

## Zie
- Mjolnir, de hamer van Thor in (equivalent voor de Labrys/Pelekys).
- Fasces

Lesbische labrysvlag
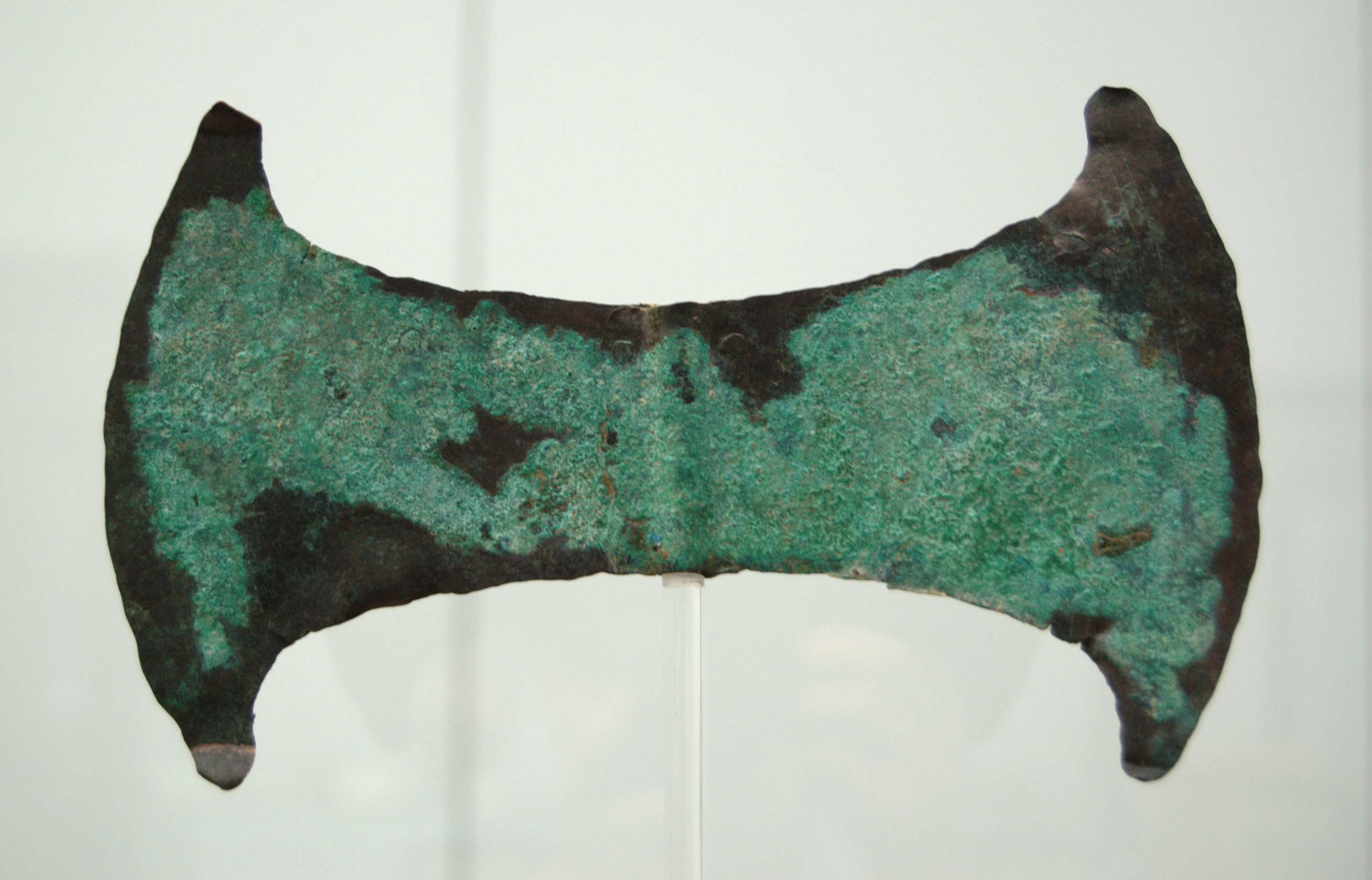
Labrys, 15 - 13 v. Chr.
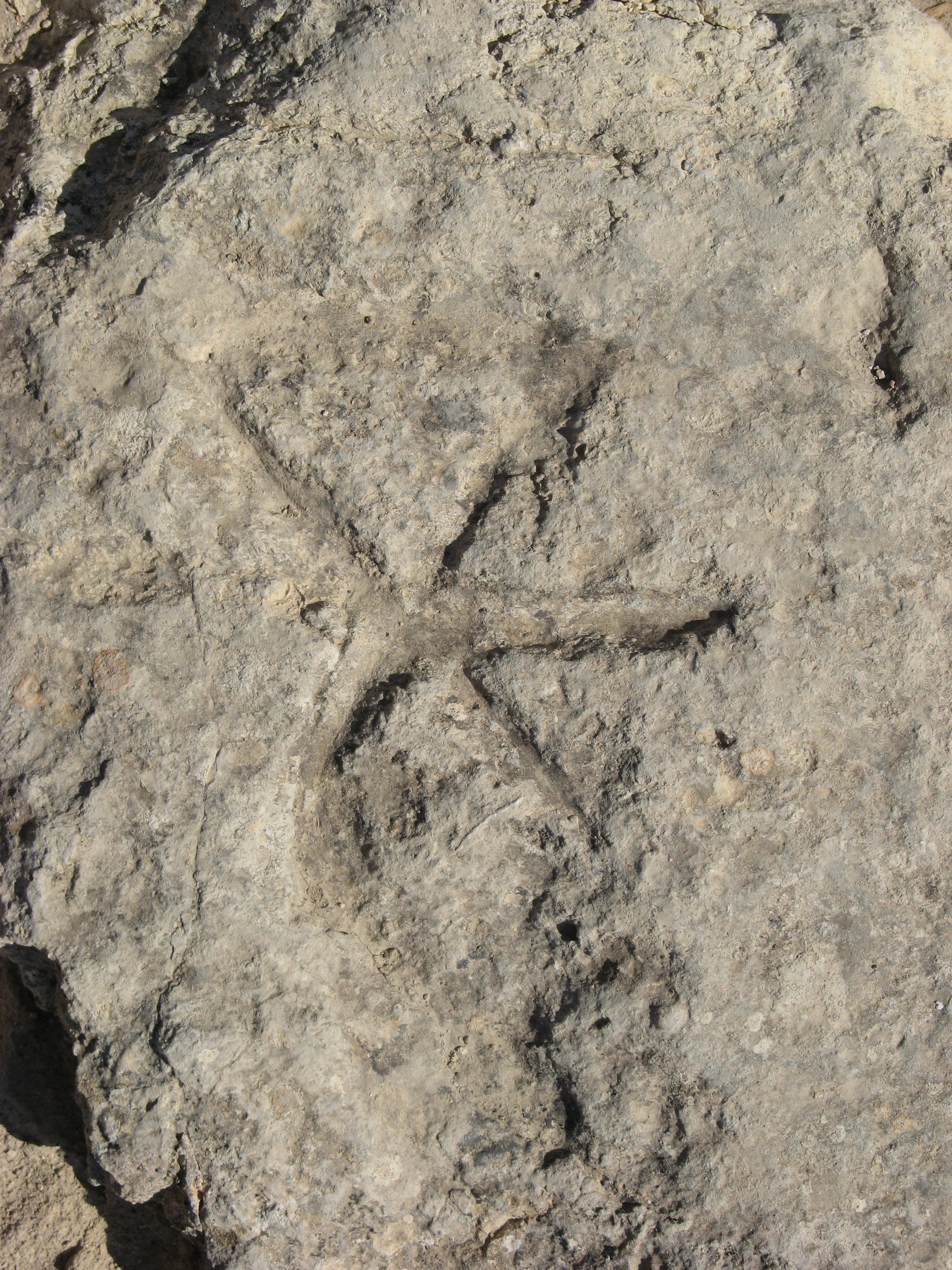
Labrys (tekening) bij Knossos
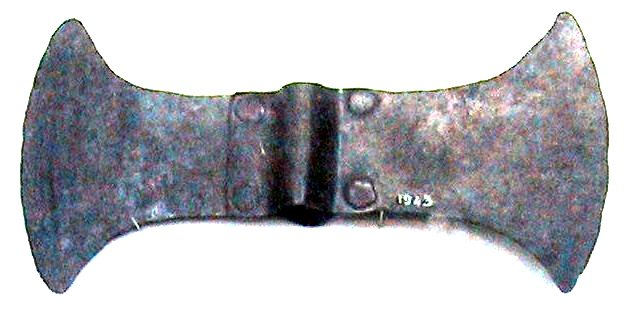
Bronzen labrys uit tombe van Messara, ca. 15 cm.
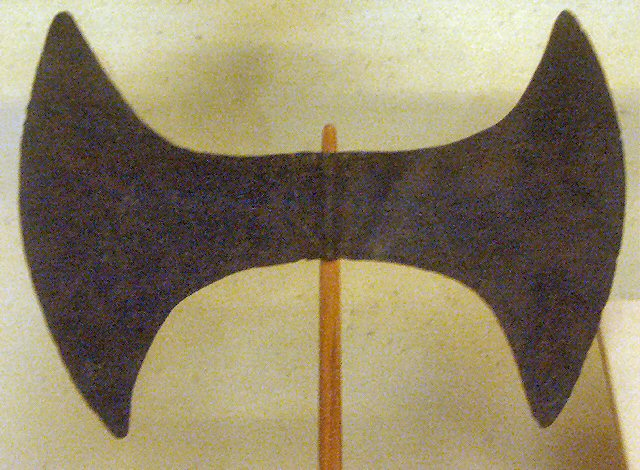
Labrys uit Kreta
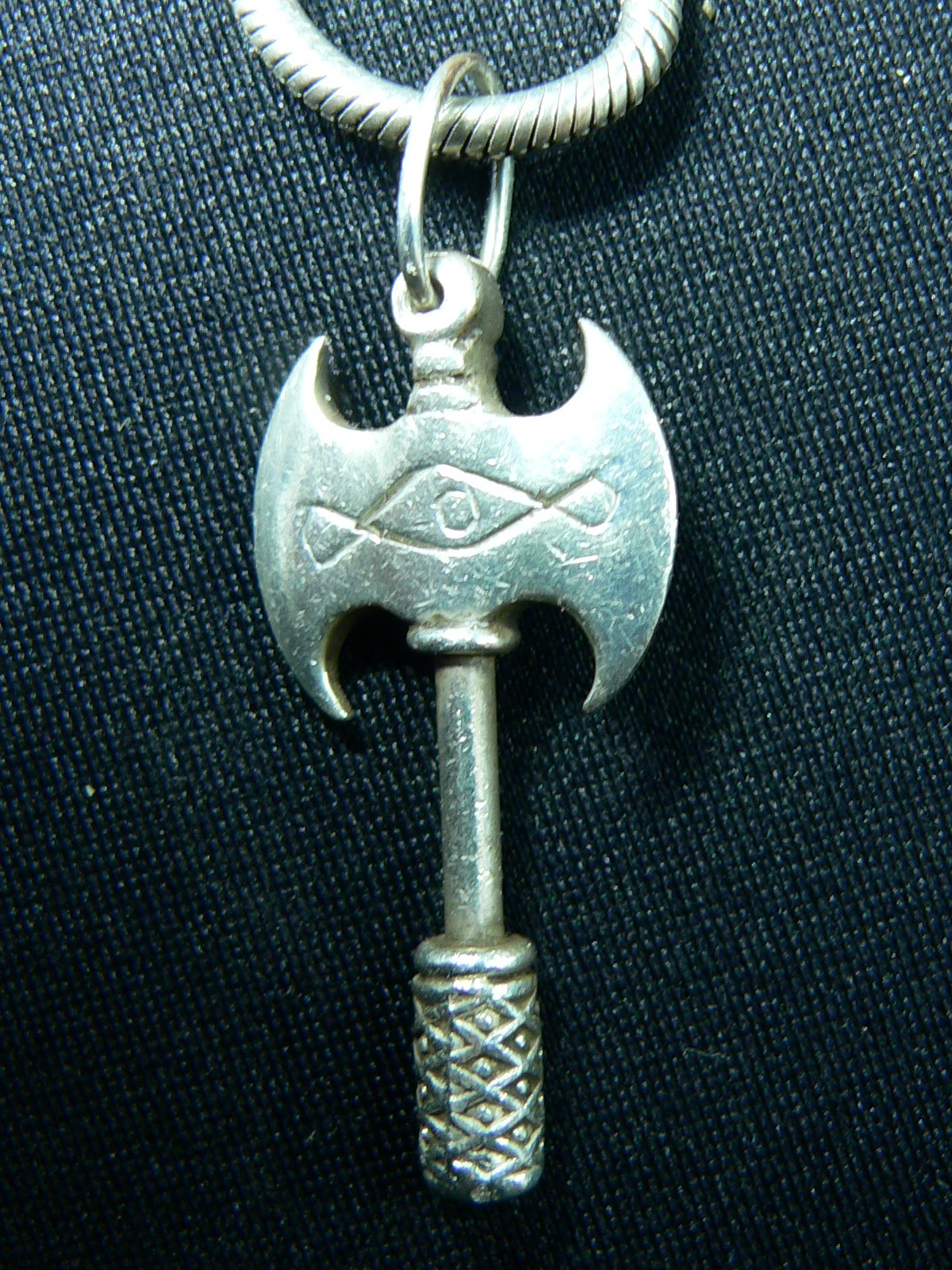
Sleutelhanger
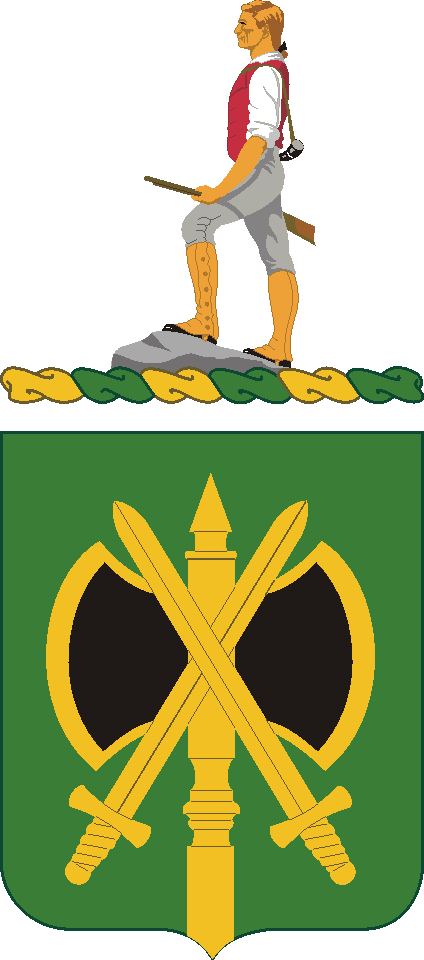
Wapen van het 785th Military Police Battalion COA
Wapen van Franconville
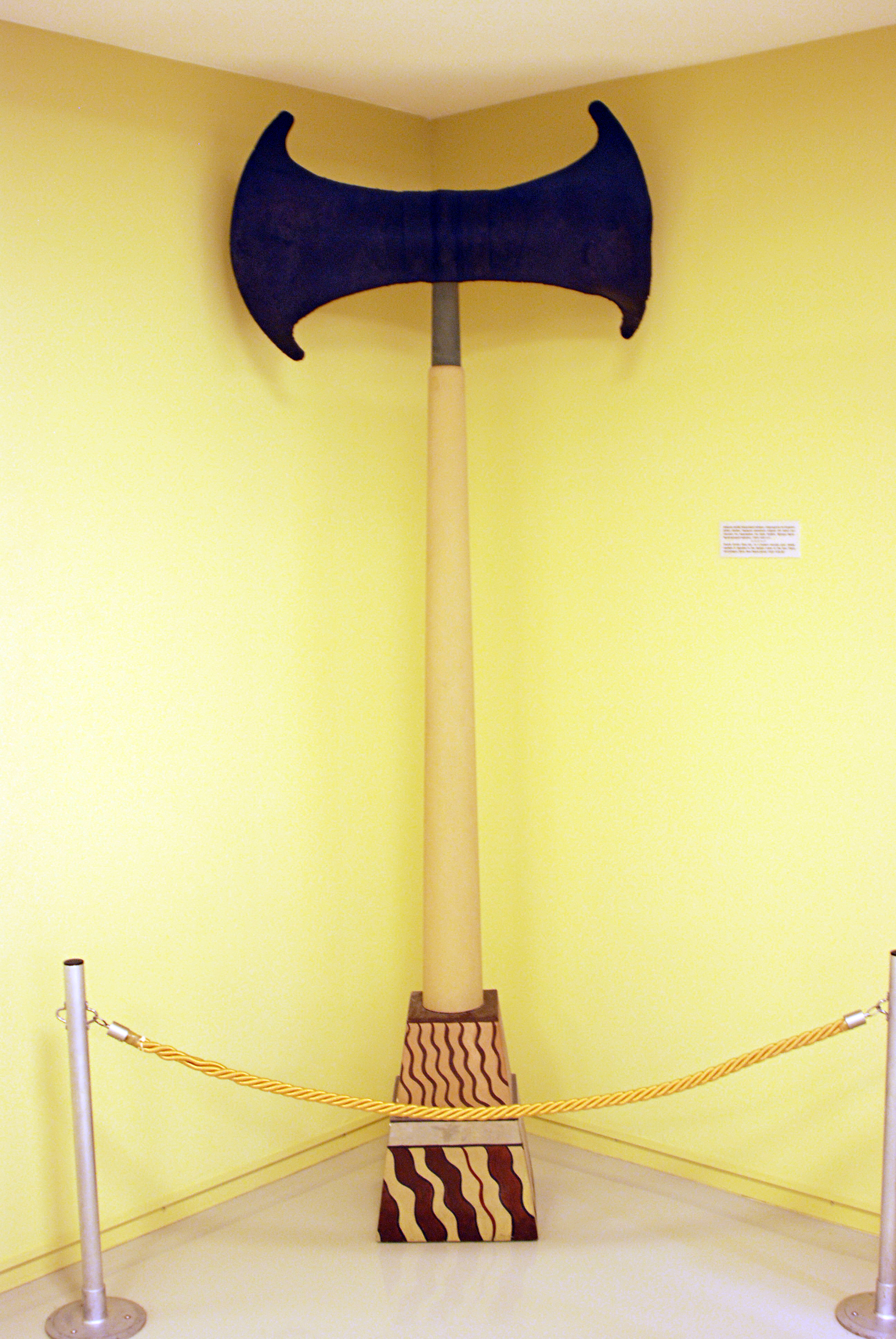
Labrys in het archeologisch museum in Heraklion